# Úmbrios

Mapa das línguas itálicas antigas

Úmbrios ou umbros (em latim: umbri) foram um povo itálico que gradualmente se concentrou na região da Úmbria em resposta à pressão etrusca e gaulesa. Por volta de 400 a.C., falavam um dialeto indo-europeu relacionado ao osco.